# Condorito, la pel·lícula
Condorito, la pel·lícula (títol original en castellà, Condorito: La Película) és una pel·lícula animada en 3D de 2017, dirigida per Eduardo Schuldt i Alex Orrelle, escrita per Martín Piroyansky, Rodrigo Moraes i Ishai Ravid. Compta amb les veus originals del mexicà Omar Chaparro, la colombiana Jéssica Cediel, l'argentí Jey Mammon el peruà Mathías Brivio i els xilens Cristián de la Fuente i Coco Legrand. Està basada en la sèrie de còmics de Condorito creada per Pepo. El film és una coproducció del Perú, Mèxic, l'Argentina i Xile, i va ser distribuïda per 20th Century Fox. Es va estrenar a Hispanoamèrica el 12 d'octubre de 2017. A diferència de la resta de països, a Xile es va estrenar una versió de doblatge amb actors i actrius d'aquest país. S'ha doblat al català.
La banda sonora presentada en la pel·lícula va ser composta i produïda per Fran Revert.